# Lishui
Lishui (chiń. 丽水; pinyin Líshuǐ) – miasto o statusie prefektury miejskiej we wschodnich Chinach, w prowincji Zhejiang. W 2010 roku liczba mieszkańców miasta wynosiła 98 007. Prefektura miejska w 1999 roku liczyła 2 473 366 mieszkańców. Stolica rzymskokatolickiej diecezji Lishui.